# Scooby-Doo! and the Spooky Swamp
Scooby-Doo! and the Spooky Swamp (Scooby-Doo! e o Pântano Assustador no Brasil) é um jogo lançado lançado em 14 de setembro de 2010. Foi desenvolvido pela Torus Games e é a sequência de Scooby-Doo! First Frights publicado pela Warner Bros. Interactive Entertainment em 22 de setembro de 2009.

## Sinopse
Salsicha e Scooby-Doo com fome, como sempre, acabam parando num pântano atraídos por um aroma. Lá eles encontram a residente do pântano Lila que lhes pede para recuperar os ingredientes para terminar seu ensopado. Salsicha e Scooby partiram com  sua turma para resolver mistérios enquanto secretamente recolhiam os ingredientes. Os ingredientes que encontraram variam de pimentas a cogumelos. Primeiro, Lila pede que Salsicha e Scooby vão para a cidade mexicana de El Muncho pegar o primeiro ingrediente e lhes dá uma câmera e um walk-talkie para guiá-los, quando voltam para a Clubhouse, Velma diz que recebeu uma ligação de Costington para resolver um mistério, chegando lá, a Mistério S.A. é presa e conseguem fugir da prisão e vão imediatamente atrás de Costington que virou um homem poderoso e que foi a El Muncho por causa da grande quantidade de óleo que havia e disse que não tinha nenhum telefone instalado ainda.

## Locais

### Pântano
É o local principal, onde ficam localizados a Clubhouse e Lila, a abordante principal da história.

### El Muncho
É uma cidade mexicana no meio de um deserto. Na mesma, existem cinco habitantes: O Xerife, Costington (que apareceu em Scooby-Doo! First Frights), Romero e os gêmeos Emílio e Esteban. Neste local, a cidade de El Muncho é assombrada por um monstro chamado El Scaryachi, uma caveira gigante com o objetivo de assustar e espantar Constington da cidade.

### Howling Peaks
É uma cidade localizada no topo de uma montanha sempre coberta de neve. Também só tem cinco moradores: Anna(prima da Daphne), Sergio (que não tem aparência física no jogo), Moose, Buckley e Planks. Como principal suspeita, Anna Blake era quem mandava as cartas que iria para o calabouço do crocodilo de Lila. Neste local, a cidade de Howling Peaks é assombrada por um Yeti, um gigante "homem das neves" com o objetivo de espantar os turistas.

## Jogabilidade

### Interações
No jogo anterior, os níveis e os personagens jogáveis já eram pré-definidos, mas neste jogo os personagens podem ser escolhidos a quase todo o momento e os capítulos não são divididos em fases, algumas partes do lugar podem estar inacessíveis, mas podem ser acessadas conforme o progresso feito a partir da exploração do lugar e da checagem dos objetivos a serem cumpridos. No jogo anterior, as interações existiam só em cenas, mas nessa continuação é possível pedir informações e carregar objetos.

### Novidades em relação aFirst Frights
- Lupa, câmera e gravador: com a lupa é possível retirar algumas barreiras de alguns lugares, visualizar pegadas e identificar itens que estão faltando; a câmera serve para registrar imagens de alguns fantasmas azuis e de personagens que logo serão registrados no menu da Clubhouse; o gravador não é automático, é usado apenas em algumas ocasiões.
- Visões panorâmicas: ocorrem apenas no meio da história de Howling Peaks e de El Muncho, quando algum residente estiver agindo de forma suspeita.
- Troca de roupa: algumas peças de roupas podem ser compradas, como chapéus, luvas, blusas e sapatos, mas também tem peças de roupas que são dadas, como as de Howling Peaks.

- Troca de personagens: no primeiro jogo, a maioria das fases têm dois modos, um original e um personalizado (no qual pode escolher os personagens, inclusive alguns capangas que podem ser comprados) e a escolha de personagens no Spooky Swamp é semelhante a esse modo personalizado, há uma roda com as imagens dos personagens, no caso do mais recente é uma roda com seis opções, Scooby-Doo, Salsicha, Velma, Daphne, Fred e um desenho com um óculos que serve para mudar a roupa de qualquer personagem da turma do scooby doo

### Personagens Jogáveis
- Scooby-Doo, cuja habilidade é passar por tubulações, usa um nunchaku de salsichas como arma.

- Salsicha, cuja habilidade é usar seu ioiô para chegar a lugares altos ou distantes e usa um estilingue como arma.

- Velma, cuja habilidade é ativar/desativar alguns interruptores para atravessar portões ou ativar máquinas e ataca jogando livros.

- Daphne, cuja habilidade é escalar tubos e ataca com chutes.

- Fred, cuja habilidade é ativar alavancas giratórias e puxar/empurrar caixas grandes e ataca com socos.

### Personagens Não Jogáveis
Pântano
- Lila, uma menina que viveu sua vida inteira no pântano, está sem sua família, pois ela é constituída de viajantes os quais deixaram-na para trás, e para encontrá-la novamente precisará da ajuda de Salsicha e de Scooby-Doo, pois ela tem um crocodilo enorme chamado Suji e precisa alimentá-lo com alimentos especiais e assim partir para sua jornada.
- Suji, o crocodilo de Lilia que a protege de qualquer perigo, principalmente de estranhos.
- Philippe, um sapo francês que dá dicas para os jogadores, cita frases e conta piadas, está presente também em Howling Peaks (no chalé e dentro de alguns imóveis) e em El Muncho (locais onde não há alcance de inimigos).

El Muncho
- Xerife, um homem estranho e nervoso, que prende a Mistério S.A. só por ter chegado à cidade e que por algum motivo não gosta de Costington.
- Costington, o antigo mordomo de Keystone Castle em Scooby-Doo First Frights. Depois de um tempo após o caso da rainha fantasma, foi para a cidade de El Muncho e descobriu que lá havia muito óleo, então constrói sua mansão e tenta encontrar o seu tão estimado óleo.

## Vozes
- Frank Welker - Scooby-Doo e Fred
- Matthew Lillard - Salsicha
- Grey DeLisle - Daphne
- Mindy Cohn - Velma